# プロテスタント正統主義
正統主義（せいとうしゅぎ）は、17世紀のプロテスタントの正統神学を指す語である。批判的には「死せる正統主義」と呼ばれ、スコラ神学との類似性をもってプロテスタント・スコラ主義とも呼ばれる。
この正統主義はおもにルター派と改革派教会にあった。ルター派にはケムニッツ、ヒューター、ヨハン・ゲルハルトらがおり、改革派にはベザ、ウォレップらがいた。
正統主義への批判から敬虔主義が生まれたが、敬虔主義においては正統神学を保持し、聖書の無謬性、言語霊感を受け入れていた。
正統主義の神学書はラテン語で書かれているために、プロテスタントでもそれほど知られていなかったが、20世紀に英訳されている。
ファンダメンタルな神学的立場をとる者は、自由主義神学（リベラル）の立場から正統主義が非難されていると主張していることが多い。彼らによると、リベラルは正統教理、信条、信仰告白を否定する時に、1世紀のキリスト教と正統主義を区別することがあるが、ジョン・グレッサム・メイチェンは、リベラルがジャン・カルヴァンやフランシス・トゥレティーニやウェストミンスター信仰告白を攻撃することによって、リベラルは聖書とイエス・キリスト自身を攻撃しているのであり、「この正統信仰こそ、キリスト教の愛をもって全世界を灼熱することができるような生命が宿っているのである」と述べている。また、リベラルの理解では、ウェストミンスター信仰告白の聖書観とジャン・カルヴァンの聖書観は異なるとするが、聖書信仰の岡田稔はウェストミンスター信仰告白、ジャン・カルヴァン、そしてイエス・キリスト自身と聖書そのものの聖書観が同じであるとしている。
宇田進は正統主義を歴史的状況から切り離して無批判に受け入れるべきではないが、プロテスタントの神学の「オリジナル版」であり、正統主義と福音派神学の連続性をはっきりと認識するべきであると述べている。
一方、新正統主義のエミール・ブルンナーは正統主義の聖書観を「紙の教皇」（ペーパー・ポープ）と呼んで非難している。
また、宗教多元主義の立場からは、敬虔主義、啓蒙主義神学、自由主義神学はすべて、正統主義との対抗関係において成立しているものであるとされる。